# 中田町 (宮城県)
中田町（なかだちょう）は、宮城県北東部、岩手県との県境にあった町である。2005年（平成17年）4月1日に合併により登米市となった。

## 地理
宮城県北部、北上川の西に位置した町である。北上川沿いの一部丘陵地帯を除き、殆ど平坦な地形である。
- 山：玉山、白雉山
- 河川：北上川、夏川、迫川

### 隣接していた自治体
- 宮城県登米郡石越町、迫町、米山町、登米町、東和町
- 岩手県西磐井郡花泉町

## 歴史
- 1889年（明治22年）4月1日 - 市町村制施行により、町域内に石森村、宝江村、上沼村、浅水村が成立する。
- 1912年（明治45年）5月15日 - 石森村が町制施行し石森町となる。
- 1956年（昭和31年）4月1日 - 石森町、宝江村、上沼村、浅水村が合併し中田町となる。
- 1956年（昭和32年）4月1日 - 旧・宝江村の一部（森の大部分）を迫町へ編入。
- 2005年（平成17年）4月1日 - 登米郡内各町および本吉郡津山町と合併し登米市となる。

## 行政
- 最後の町長：三浦五郎（2004年4月 - ）

## 教育
高等学校
- 宮城県上沼高等学校（2015年3月31日閉校）

中学校
- 中田町立中田中学校

小学校
- 中田町立石森小学校
- 中田町立浅水小学校
- 中田町立加賀野小学校
- 中田町立宝江小学校
- 中田町立上沼中央小学校
- 中田町立上沼小学校
- 中田町立桜場小学校

## 交通

### 鉄道
町内に鉄道路線は無い。過去には仙北鉄道が町内を通過していた。

### 道路
- 一般国道
  - 国道342号
  - 国道346号
  - 国道398号
- 都道府県道
  - 宮城県道4号中田栗駒線
  - 宮城県道・岩手県道190号石森永井線
  - 宮城県道200号中田迫線
  - 宮城県道201号石森登米線

## 名所・旧跡・観光スポット・祭事・催事
- 北上川河川緑地公園
- 石ノ森章太郎ふるさと記念館
- 上沼八幡神社
- 弥勒寺

### 祭り・イベント
- なかだの秋まつり
- 弥勒尊大祭
- 上沼八幡神社秋季例祭

## 出身有名人
- 石ノ森章太郎 - 漫画家
- 鎌田洋次 - 漫画家
- 熊谷金治 - シンガーソングライター
- 佐々木徳夫 - 昔話収集家
- シュガー佐藤 - 漫画家